# La pérgola de las flores (teleteatro chileno)
La pérgola de las flores es una obra teatral de televisión chilena basado en la exitosa obra homónima de Isidora Aguirre y Francisco Flores del Campo, producida por el CNTV y la Escuela de Artes de la Comunicación de la Universidad Católica de Chile (EAC) para su emisión en Televisión Nacional de Chile en 1975.

## Producción
La pérgola de las flores fue la primera obra elegida para ser adaptada en televisión a cargo de Isidora Aguirre bajo la asesoría musical de Francisco Flores del Campo. Para mantener el espíritu de la obra, el director Hugo Miller quiso reunir a la mayor parte del reparto original. Sin embargo, muchos habían fallecido, como Elena Moreno, Fernando Colina, Justo Ugarte y Mario Hugo Sepúlveda, mientras que otros actores, como Carmen Barros, ya no estaban en edad para representar sus papeles. De todas formas, íconos de La pérgola, como Silvia Piñeiro, Ana González Olea, Mario Montilles, Héctor Noguera, Archibaldo Larenas y Mireya Véliz, sí se mostraron dispuestos a participar de este proyecto y volvieron a interpretar sus clásicos roles.
Por otro lado Ramón Núñez, quien en esta versión encarnó a Pierre, el peluquero. Los roles protagónicos quedaron en manos de la actriz y productora Pilar Reynaldos y el cantante Pedro Messone en el papel de Tomasito. No obstante, la voz de Carmela que se oye en las canciones no es de la actriz: la cantante Doris Guerrero grabó previamente las canciones de Carmela y Pilar Reynaldos las dobló. 
Otros integrantes del nuevo elenco televisivo son Cora Díaz (Doña Ramona), Yoya Martínez (Charo), Liliana Ross (dama de rojo), Soledad Pérez (Cora), Pepe Tapia (Valenzuela), Paz Irarrázabal (Rebeca Riesco) y María Elena Gertner (Lucía Riesco). 
La producción ensayó en el Teatro Municipal y en Villavicencio, donde la Universidad Católica tenía instalaciones, se realizaron las grabaciones en los estudios de Chilefilms, donde participaron 64 actores y 37 técnicos.

## Equipo técnico
- Productora Ejecutiva: Sonia Fuchs
- Director: Hugo Miller
- Libretos y adaptación: Isidora Aguirre
- Asesoría musica: Francisco Flores del Campo
- Empresa de producción: Escuela de Artes de la Comunicación de la Universidad Católica de Chile (EAC)
- Empresa técnica: Chilefilms
- Empresa emisora: Televisión Nacional de Chile
- Duración: 1:57:31 minutos

## Elenco
- Pilar Reynaldos como Carmela
- Ana González Olea como Rosaura San Martín
- Silvia Piñeiro como Laura Larraín
- Emilio Gaete como Alcalde Alcibiades
- Yoya Martínez como Charo
- Cora Díaz como Doña Ran
- Pedro Messone como Tomasito
- Héctor Noguera como Carlucho
- Ramón Núñez como Pierre
- Mario Montilles como Maestro Rufino
- María Elena Gertner como Lucía Rioseco
- Paz Yrarrázabal como Rebeca Rioseco
- Eduardo Soto como Fuenzalida
- Guillermo Bruce como Gutiérrez
- Pepe Tapia como Valenzuela
- Ana María Palma como Clarita Larraín
- Liliana Ross como La dama de rojo
- Archibaldo Larenas como Facundo
- Soledad Pérez como Cora
- Carola Benítez como Luchi
- Enrique del Valle como Asesor del Alcalde
- Carlos Molina como Asistente del Alcalde
- María Cristina Becker como Pérgolera
- Mireya Véliz como Ayudante peluquería
- Coca Rudolphy como Ayudante peluquería
- Mane Nett como Ayudante peluquería
- Carlos Valenzuela como Paltero
- Ricardo de la Castigalleja como Ruperto